# Otporan skrob
Otporan skrob je skrob, uključujući i njegove produkte razgradnje, koji prebegnu od varenja u tankom crevu zdravih osoba. Otporni skrob se prirodno nalazi u hrani, ali se takođe može dodati kao deo sušene sirove hrane, ili se koristiti kao aditiv u prerađenoj hrani.
Neke vrste rezistentnog skroba (RS1, RS2 i RS3) fermentiše mikrobiota debelog creva, donoseći koristi ljudskom zdravlju kroz proizvodnju kratkolančanih masnih kiselina, povećanu bakterijsku masu i promociju bakterija koje proizvode butirat.
Otporni skrob ima slične fiziološke efekte kao dijetetska vlakna, ponašajući se kao blagi laksativ i verovatno izazivajući nadimanje.

## Poreklo i istorija
Koncept otpornog skroba proizašao je iz istraživanja tokom 1970-ih i trenutno se smatra jednim od tri tipa skroba: brzo probavljivi skrob, sporo vareni skrob i otporni skrob, od kojih svaki može uticati na nivoe glukoza u krvi.
Istraživanje koje je podržala Evropska komisija dovelo do definicije otpornog skroba.